# Bojongmalang
Bojongmalang is een bestuurslaag in het regentschap Ciamis van de provincie West-Java, Indonesië. Bojongmalang telt 2465 inwoners (volkstelling 2010).